# Gladbeck
Gladbeck is een stad en gemeente in de Duitse deelstaat Noordrijn-Westfalen, gelegen in de Kreis Recklinghausen. De stad ligt aan de noordrand van het Ruhrgebied en telt 75.518 inwoners (31 december 2020) op een oppervlakte van 35,91 km².
Gladbeck ontwikkelde zich rond de voorlaatste eeuwwisseling sterk dankzij de mijnbouw: het inwonertal steeg tussen 1875 en 1910 van 3000 naar 40.000. In 1919 kreeg Gladbeck stadsrechten. Het Amtshaus van Gladbeck promoveerde bij die gelegenheid tot Rathaus. Dit opvallende gebouw uit 1910 is een creatie van de Keulse architect Otto Müller-Jena.
Gladbeck behoorde gedurende de eerste helft van 1975 kortstondig tot Bottrop. Na protest van Gladbeckse kant en een juridische procedure werd de fusie met de westelijke buurgemeente weer ongedaan gemaakt.

## Geboren
- Pierre-Michel Lasogga (15 december 1991), voetballer
- Julian Draxler (20 september 1993), voetballer

## Afbeeldingen

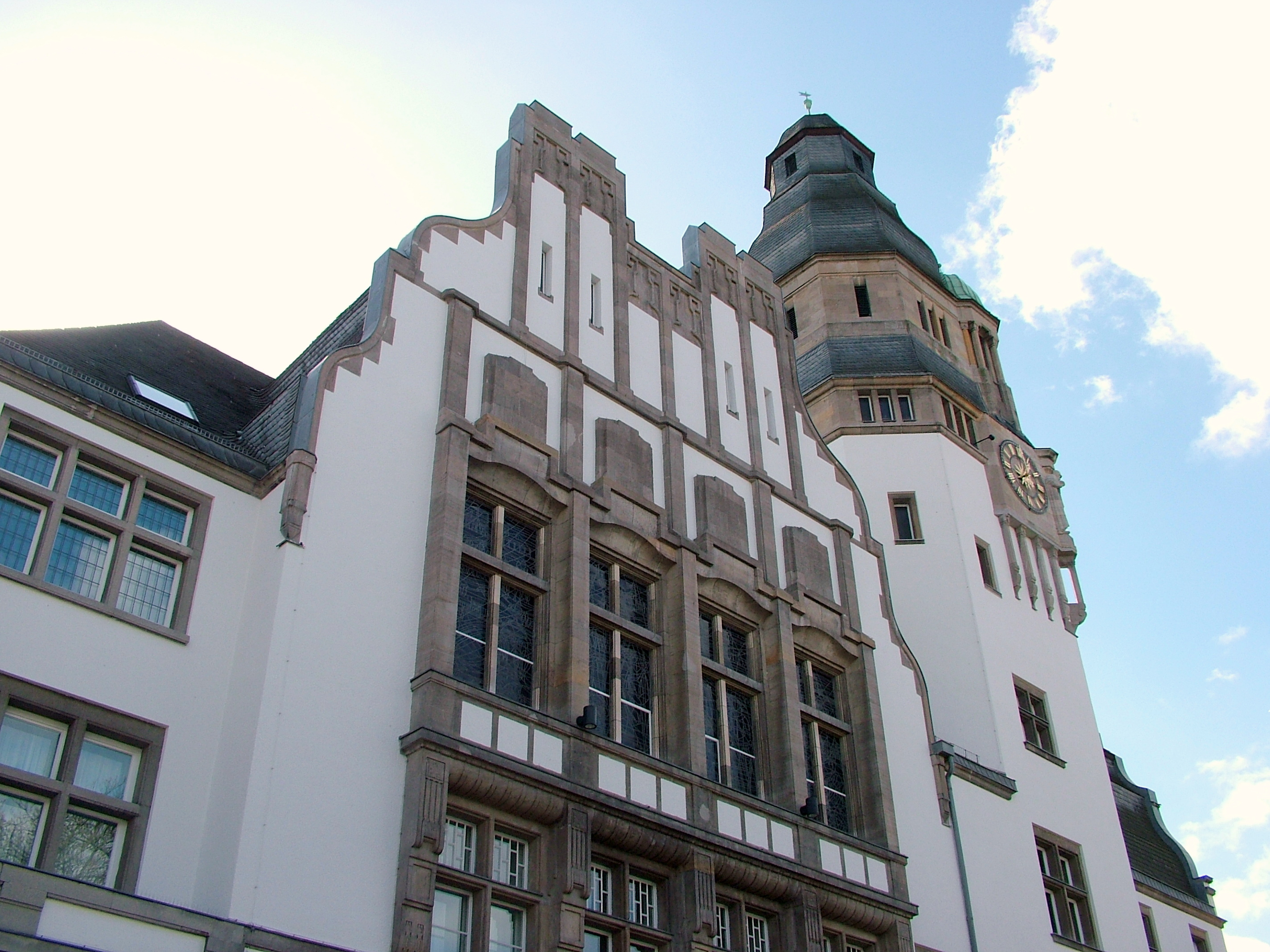
Gladbeck, oud stadhuis
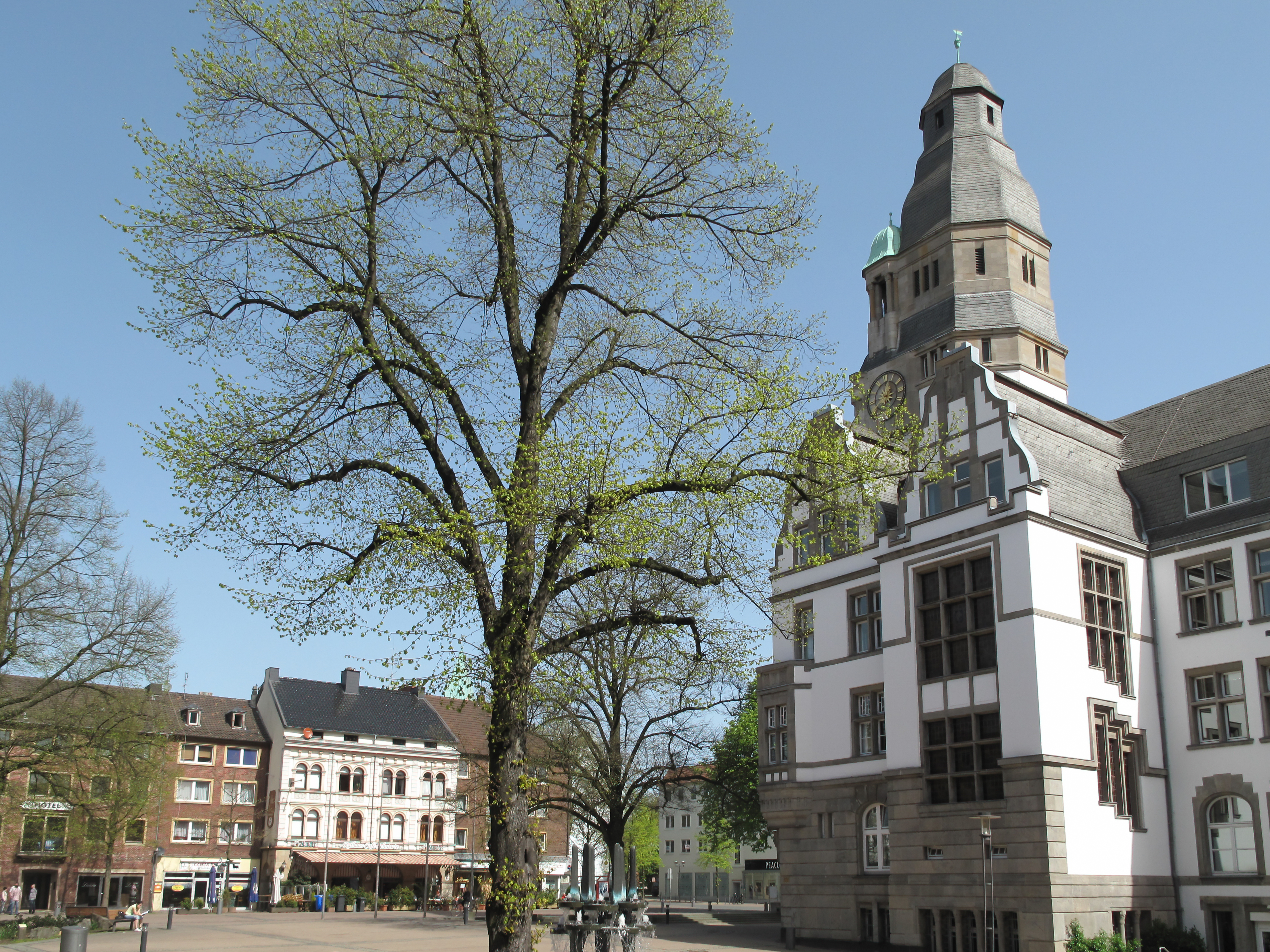
Gladbeck, plein bij het oude stadhuis
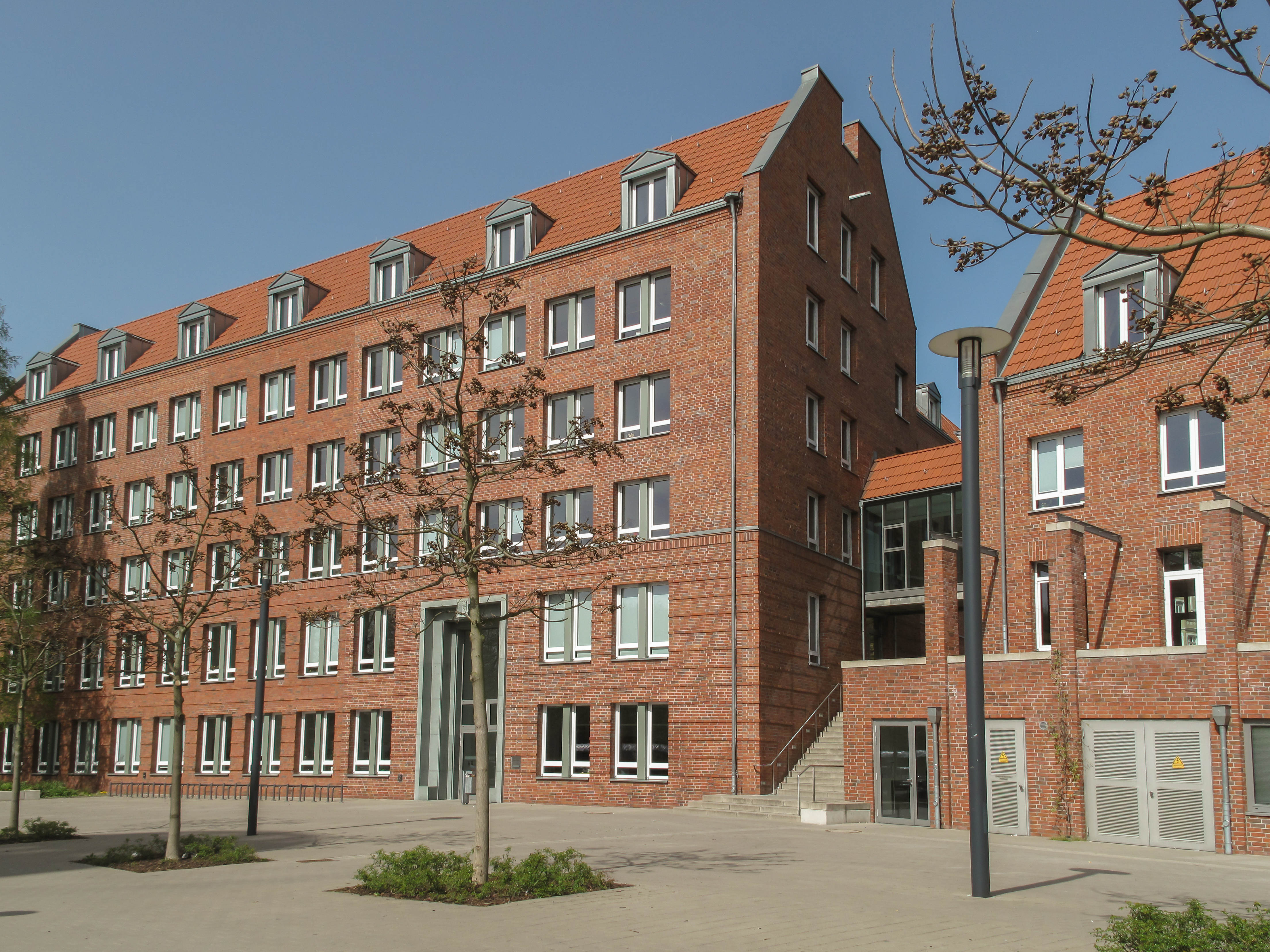
Gladbeck, het nieuwe stadhuis
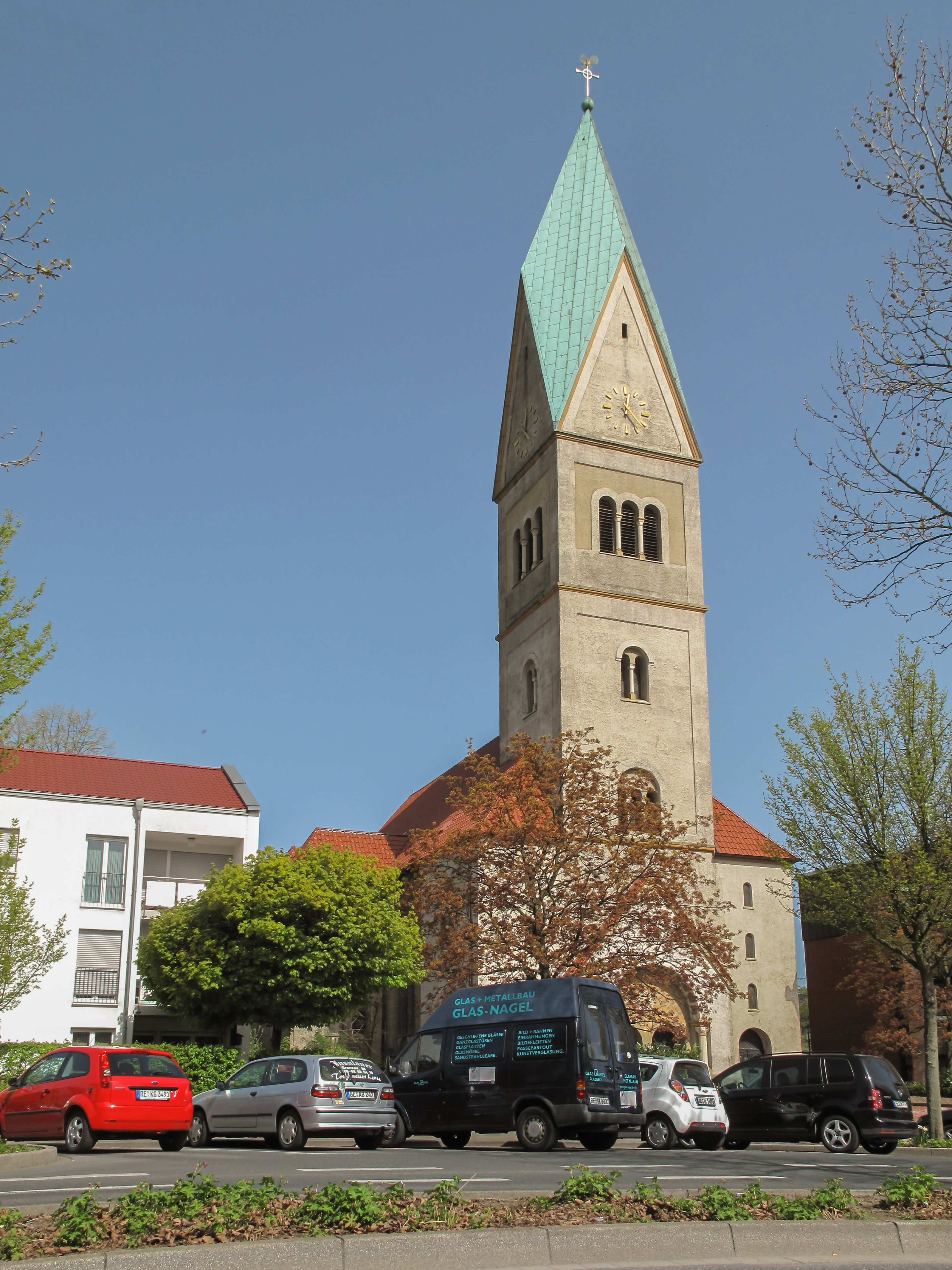
Gladbeck, kerk
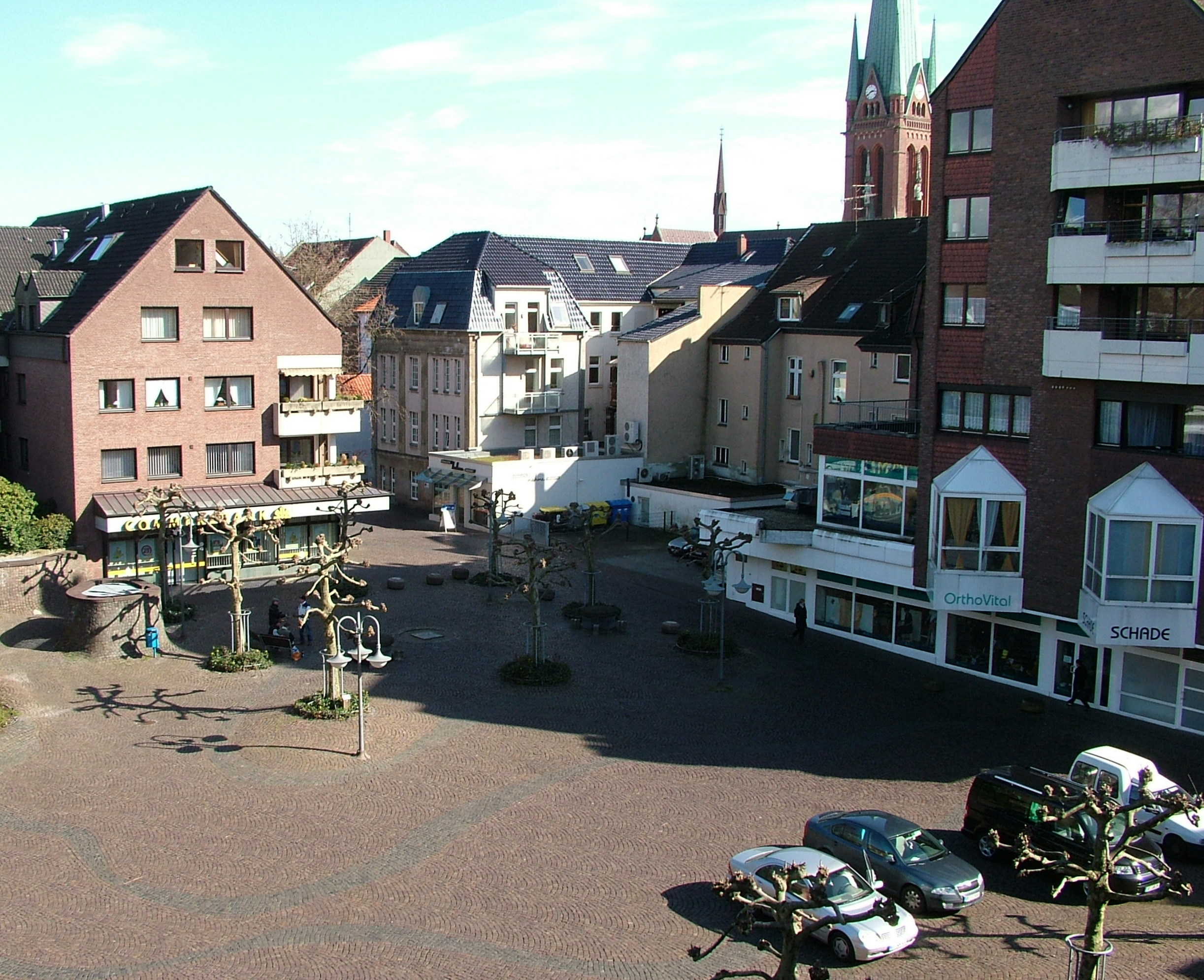
Goetheplatz, 2003
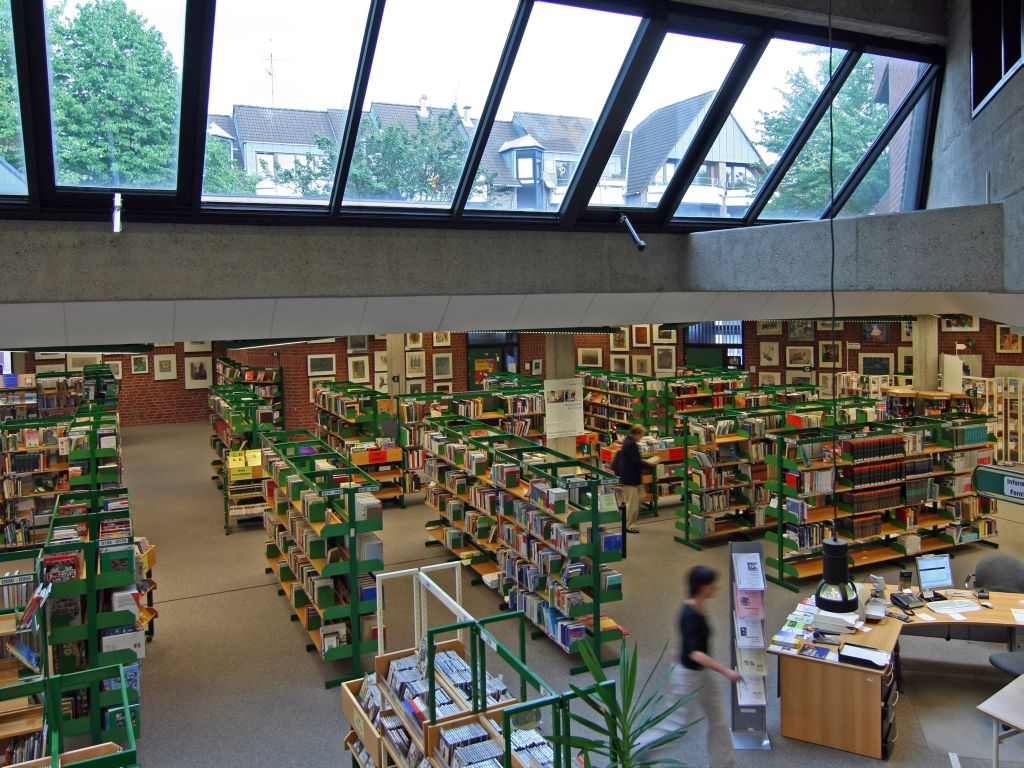
Bibliotheek
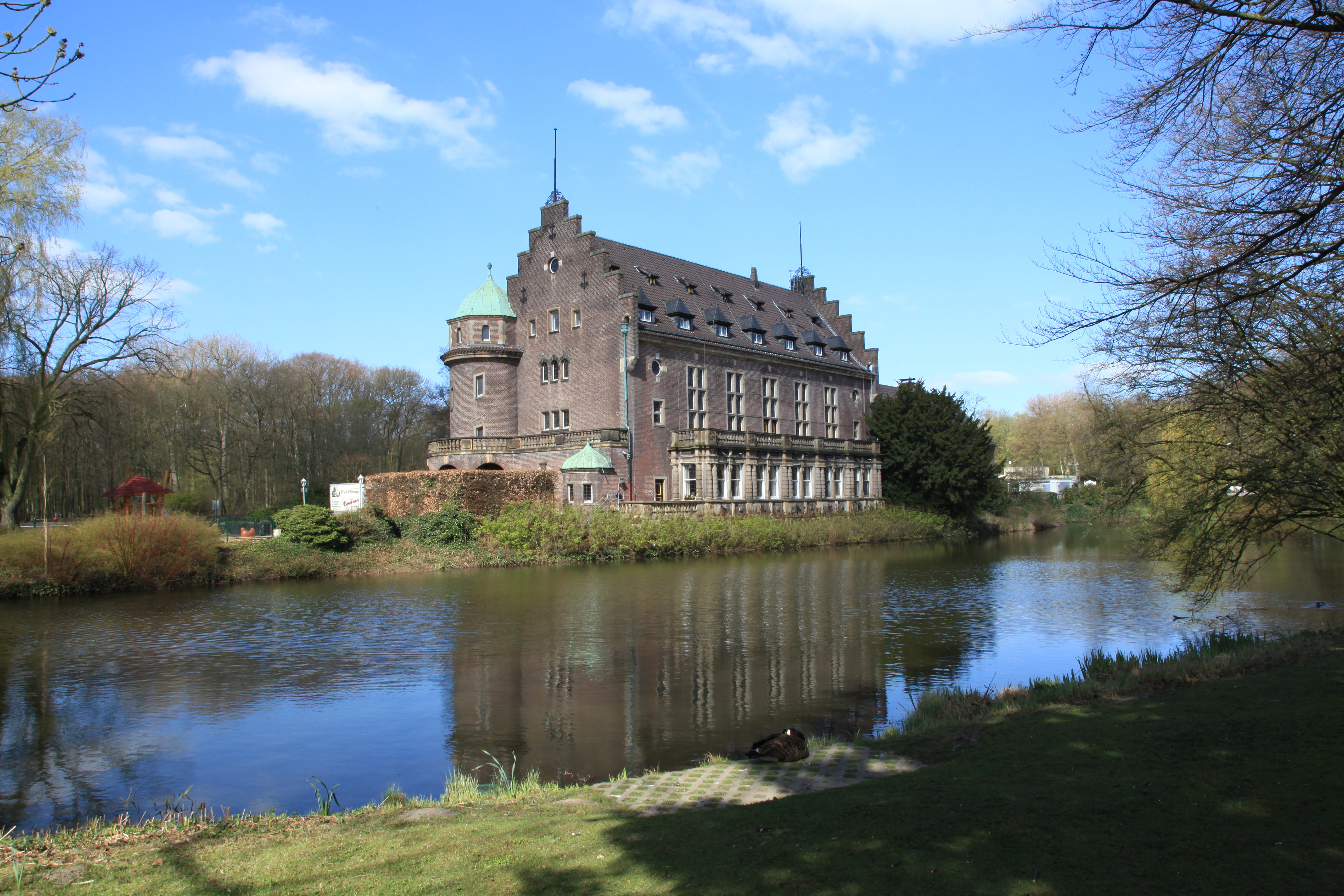
Schloss Wittringen

Castrop-Rauxel ·
Datteln ·
Dorsten ·
Gladbeck ·
Haltern am See ·
Herten ·
Marl ·
Oer-Erkenschwick ·
Recklinghausen ·
Waltrop